# Логёйа
Ло́гёйа, Ни́зкий (норв. Lågøya) — один из островов архипелага Шпицберген, расположенный западнее Северо-Восточной Земли. Его площадь составляет 103,5 км². Остров посещается людьми очень редко.
Остров впервые был отмечен на карте Московской компании в 1625 году. Имя острову дал известный исследователь Уильям Скорсби в 1820 году.